# Jochem van Gelder
Joannes Willibrordus Adrianus (Jochem) van Gelder (Tiel, 23 mei 1963) is een Nederlandse radio- en televisiepresentator, zanger, schrijver en acteur.

## Opleiding en televisiecarrière
Van Gelder trad voor het eerst op op het schoolplein van de St. Jozefschool in Beneden-Leeuwen, spelend als André van Duin met het liedje Sambaballensamba. Na de mavo en havo studeerde Van Gelder aan de pabo in Nijmegen.
In 1979 kwam Van Gelder voor het eerst op televisie in het programma Stuif es in met een bandparodieoptreden. Door kijkers van het programma werd hij teruggevraagd voor Stuif-es-uit, waar hij optrad tussen toen populaire artiesten als Luv', Spargo en BZN. In 1980 werd hem nogmaals gevraagd op te komen treden in het programma.
In 1983 won hij, wederom met een bandparodieoptreden, KRO's Zomeravondshow van Henny Huisman, de voorloper van de Playbackshow. Als gevolg hiervan mocht hij drie seizoenen lang gastoptredens verzorgen bij de voorronden van de Playbackshow.
In 1988 deed Van Gelder mee aan de derde aflevering van het door Sandra Reemer gepresenteerde NCRV-programma Showmasters. Omdat hij de winnaar was van de aflevering, mocht hij een aantal screentesten doen.
Van Gelder kwam vervolgens in dienst bij de NCRV. Zijn eerste ervaringen met het presentatievak waren verschillende puzzelprogramma's. In 1989 kreeg hij landelijke bekendheid door de presentatie van de Disney Club. Daarna volgden vele programma's, zoals Willem Wever (1994-1999) en Praatjesmakers (2000-2010). In 2010 vertrok hij bij de NCRV. Vervolgens presenteerde hij van 2012 tot en met 2017 verschillende programma's bij SBS6, zoals Bonje met de buren, Het beste idee van Nederland en Lachen om Home Video's. Sinds 2018 presenteert Van Gelder Later als ik groot ben bij RTL 4. Tevens is hij te zien als televisiepresentator bij Omroep Gelderland. Sinds 2019 is Van Gelder te zien als presentator van De Alarmcentrale bij RTL 5.
In 2017 deed Van Gelder mee aan Wie is de Mol?, waar hij de finale wist de halen. Deze verloor hij van Sanne Wallis de Vries. In 2022 deed hij mee aan Het perfecte plaatje in Argentinië, waarin hij als wederom tweede eindigde. In datzelfde jaar deed Van Gelder mee aan Beat the Champions. Vanaf 2023 toert Van Gelder samen met acteur en theatermaker Ron Bons door Nederland met de voorstelling WereldBeterMakers. Hierin proberen zij kinderen, door deel te nemen aan deze interactieve voorstelling, actief te betrekken bij het beter maken van de wereld om hen heen. In 2024 is Van Gelder, onder regie van stichting HOPE XXL, gestart als presentator van de podcast Kletskoppen. Hierin gaat hij in gesprek met kinderen over actuele onderwerpen die hen bezighouden en hun dromen voor de toekomst.
In miniatuurstad Madurodam staat sinds 2024 een poppetje van Van Gelder op de Belvédère.

## Boeken
- Jochems Sintboek (2007)

Daarnaast heeft Van Gelder meegewerkt aan de cd bij het boek De Kapitein en ik van Koen Van Biesen uit 2006.

## Discografie

### Cd's
- 2001: Wild Geraas (met Bram van der Vlugt als Sinterklaas)
- 2003: Wild Geraas 2 (met Sinterklaas)
- 2008: Jochem pakt de koffers (samenwerking met o.a. Fouradi en de Sjonnies).
- 2009: Waar naar toe?
- 2018: Sinterklaasliedjes
- 2021: (Ge)wild geraas

### Singles
- 2003: Go NEC, Wij gaan Europa in / Go NEC, Wij gaan er tegenaan (met Fons de Poel, dubbele A-kant)
- 2008: Ja, de beuk erin (als FAN NEC, alleen download)
- 2008: De Kamelentrein (met Fouradi)
- 2009: Ranja
- 2014: N.E.C. (SOS) (als groep: De Nimweegse Reddingsbrigade)

### Dvd's
| Dvd's met hitnotering in de dvd top 30 | Datum van verschijnen | Datum van binnenkomst | Hoogste positie | Aantal weken |
| -------------------------------------- | --------------------- | --------------------- | --------------- | ------------ |
| Wild geraas - De pepernotenparty       | 2003                  | 22-11-2003            | 25              | 1            |

## Acteur
Van Gelder maakte zijn acteerdebuut in de Nickelodeon-serie Vroem Vroem, met Dirk Scheele en zijn liedjesband in de hoofdrol. Hij speelde daar een kampeerder en kwam in diverse afleveringen voor. In 2010 speelde Van Gelder de rol van bewaker in de kinderfilm Ernst, Bobbie en het geheim van de Monta Rossa. In 2017 had hij een gastrol in de nieuwe Pipo de Clown-serie De nieuwe avonturen van Pipo op RTL Telekids. In augustus 2018 was Van Gelder te zien in een gastrol in de film van youtuber Dylan Haegens getiteld De Film van Dylan Haegens.

## Prijzen
- Zilveren Televizier-Ster (man) (2005)

## Privé
Van Gelder is getrouwd en heeft drie zonen. Ook is hij ambassadeur van de Nationale Sportweek en van Stichting Energy4all.
- International Standard Name Identifier: 0000 0003 6880 8543
- MusicBrainz: 35aab205-a983-40dc-bb9a-d8f812654208
- Nederlandse Thesaurus van Auteursnamen: 153589043
- Virtual International Authority File: 287482058